# Franz Högler
Franz Högler (* 25. Jänner 1802 in Wien; † 12. Mai 1855 ebenda) war ein österreichischer Bildhauer.

## Leben
Högler war Sohn des Wiener Bildhauers Jakob Högler (1769–1838) und studierte in den Jahren von 1814 bis 1823 an der Akademie der bildenden Künste in Wien. Nach seinem Abschluss unternahm er Studienreisen nach München und Paris, den damaligen Kunstzentren. In Paris, wo er sich von 1836 bis 1838 aufhielt, ist eine Ausstellung im Salon de Paris belegt. Weiters schuf er für Paris zwei Porträtmedaillons für den Friedhof am Montparnasse sowie dekorative Plastiken für zwei Brunnen am Place de la Concorde. Danach kehrte er nach Wien zurück und schuf in der Regel Bildnisbüsten, Statuetten, religiöse Figuren und Reliefs. Er porträtierte dabei bedeutende Persönlichkeiten der österreichischen Geschichte, vorwiegend Staatsmänner und hohe Offiziere; wie etwa Kaiser Franz Joseph I. oder Feldmarschall Radetzky.
Zwanzig Jahre nach dem Tod Höglers wurde auf der historischen Kunstausstellung in Wien seine Terrakottabüste des Malers Josef Danhauser; im Jahre 1908 auf der Kaiserhuldigungs-Ausstellung eine Büste Franz Josephs I. ausgestellt.
Die Werke des Franz Högler befinden sich heute in Museen in ganz Europa. Alleine das Wiener Heeresgeschichtliche Museum beherbergt neun Plastiken Höglers, wobei diese in seinen letzten fünf Lebensjahren entstanden.

## Werke (Auszug)

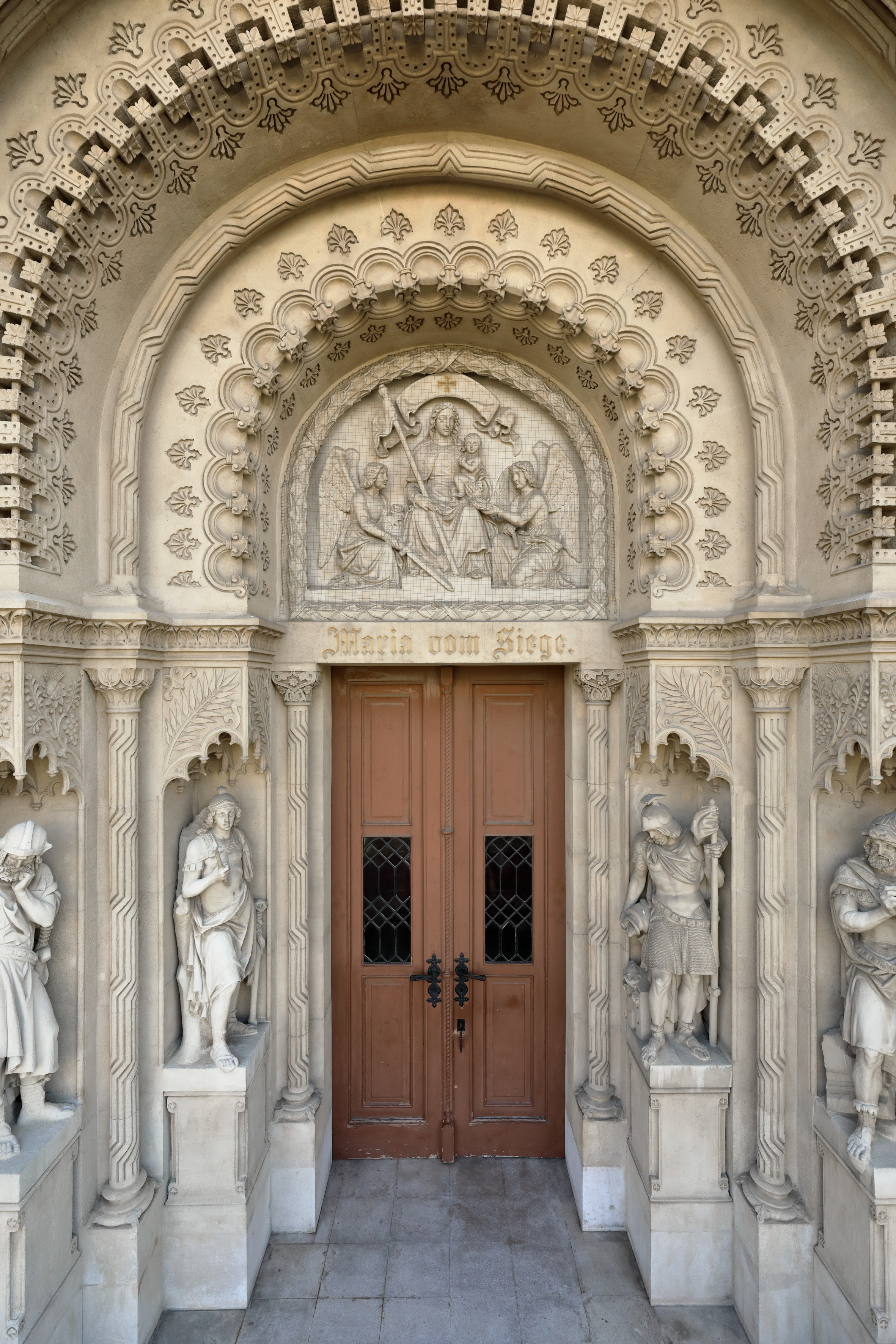
Hauptportal der Arsenalkirche

- Bildnisbüste Josef Graf Radetzky von Radetz, 1850, Bronze, Heeresgeschichtliches Museum, Wien
- Bildnisbüste Felix Fürst Jablonowski, 1852, Bronze, Heeresgeschichtliches Museum, Wien
- Bildnisstatuette Vinzenz Freiherr von Augustin, 1850, Bronze, Heeresgeschichtliches Museum, Wien
- Reiterstatuette Kaiser Franz Joseph I., 1850, Bronze, Heeresgeschichtliches Museum, Wien
- Statuette Josef Graf Radetzky von Radetz, 1850, Bronze, Heeresgeschichtliches Museum, Wien
- Statuette Julius Jakob Freiherr von Haynau, 1851, Bronze, Heeresgeschichtliches Museum, Wien
- Statuette Johann Franz Kempen, Freiherr von Fichtenstamm, 1854, Bronze, Heeresgeschichtliches Museum, Wien
- 4 Säulenstatuen in der Prinz-Eugen-Kapelle des Wiener Stephansdomes, 1854/55[3]
- Statuen in der Laibung des Hauptportales der Arsenalkirche, um 1855